# Prayer of the Refugee
«Prayer of the Refugee» (Oración de los refugiados) es el octavo sencillo del grupo de Hardcore melódico Rise Against, perteneciente a su álbum The Sufferer & the Witness (2006). La canción es hasta ahora el único sencillo de Rise Against en ser certificado Oro al vender más de 500 000 copias.
La canción se puede jugar en el Guitar Hero III: Legends of Rock y en la serie de juegos Rock Band como contenido descargable.

## Letra
La mayoría de las personas piensan es una canción de protesta en contra de la explotación de trabajadores extranjeros y niños. La letra de la canción es la expresión de los trabajadores extranjeros al ser explotados.

## Vídeo
Dirigido por Tony Petrossian, el vídeo muestra exactamente el mensaje de la canción al ver a extranjeros trabajar y exportar productos que se encuentran en una tienda en donde el grupo toca la canción. Al final de la canción el grupo destruye los productos de la tienda y los extranjeros ponen en los productos que están a punto de ser exportados un sello que dice "Made In USA" (Hecho en Estados Unidos) o con una bandera estadounidense.